# Buxus pubiramea
Buxus pubiramea är en buxbomsväxtart som beskrevs av Elmer Drew Merrill och Chun. Buxus pubiramea ingår i släktet buxbomar, och familjen buxbomsväxter. Inga underarter finns listade i Catalogue of Life.